# Hoftex Group

Logo der ehemaligen Textilgruppe Hof

Fabrikzeile 21, Sitz der Hoftex Group AG

Die Hoftex Group AG, bis 2012 Textilgruppe Hof AG (TGH), ist eine börsennotierte Holding in der Textilindustrie mit Sitz in Hof (Saale). Die Gruppe stellt Garne und Zwirne für nahezu alle Anwendungen wie den technischen Bereich und den Bekleidungssektor, Vliesstoffe für Automobil- und Kabelindustrie, Konfektionsware und textile Sonnenschutzlösungen sowie Dekorationsstoffe her.
Die Aktien werden im Freiverkehrssegment m:access an der Börse München gehandelt. Mit 84 % wird die Mehrheit des Kapitals von der ERWO Holding, einer familiengeführten Textilgruppe zu der auch die Südwolle gehört, gehalten.

## Geschichte

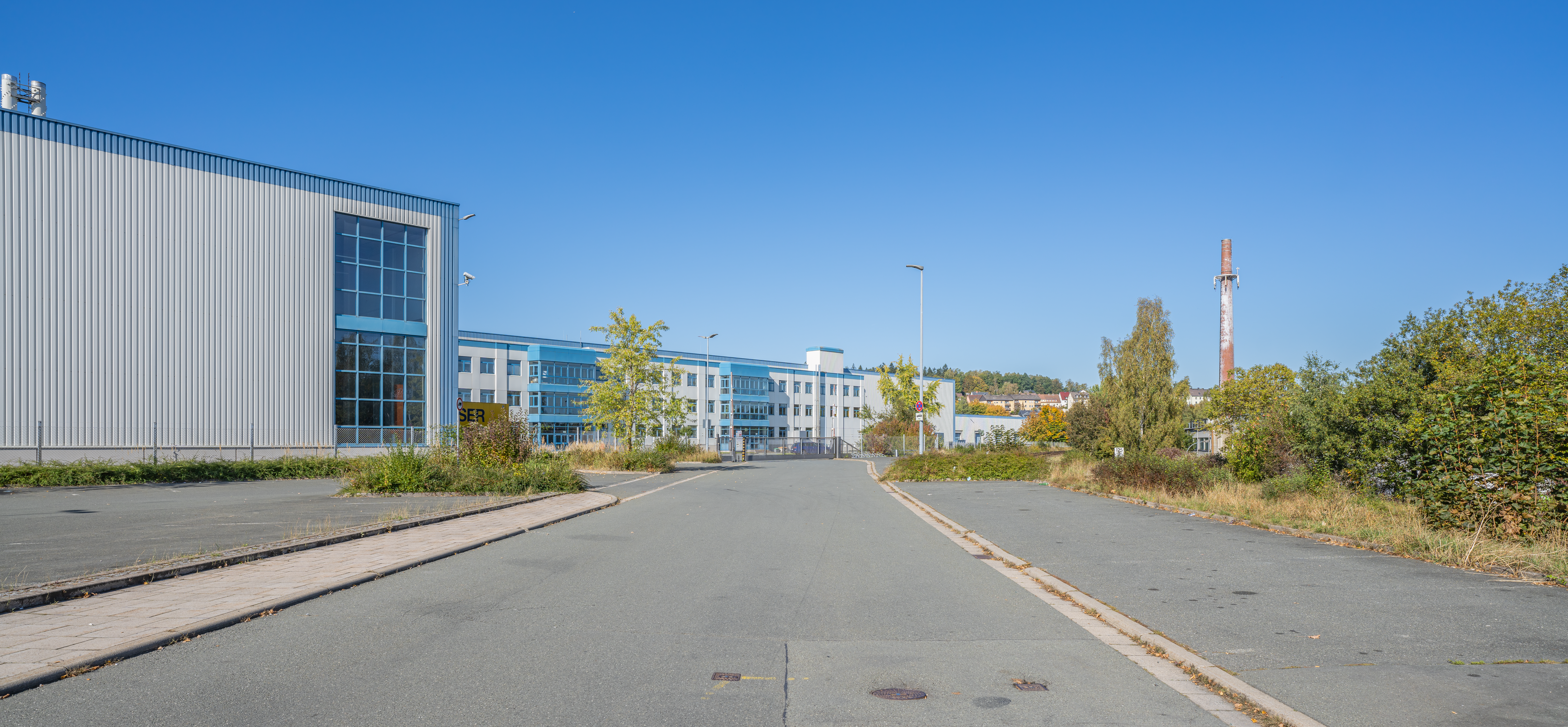
Ansicht des Hoftex Industrial Parks in Hof-Moschendorf

In der Stadt Hof wurde bereits im Spätmittelalter verbreitet Textilproduktion betrieben. Mit dem Weiterschreiten der Technik konnten mit Hilfe der Erfindung der Dampfmaschine rasch Textilfirmen gegründet werden. Einige dieser Firmen schlossen sich später zur Textilgruppe Hof zusammen. Die Textilgruppe beschränkte sich traditionell auf die Grundstufe der Produktion (beispielsweise spinnen, weben, färben). Die Textilindustrie, insbesondere die Textilgruppe Hof, war ein wichtiger Faktor für den wirtschaftlichen Aufschwung in der Region Hof. Jedoch führte die Globalisierung der Märkte, vor allem die marktbeherrschende Position Chinas in der Textilbranche, zur Verschlechterung der Wettbewerbssituation deutscher Textilhersteller. Da die Wirtschaft in Hof im Wesentlichen von der Textilindustrie geprägt war, führte die verstärkte Wettbewerbssituation zu einer Verlagerung der einheimischen Textilwirtschaft ins Ausland bzw. zu Stellenabbau und Insolvenzen.
Die nachfolgende Chronik der Textilgruppe Hof zeigt exemplarisch, wie sich Hof zu einer Textilstadt entwickelt hat.
- Im Jahr 1869 erfolgte die Gründung der „Neuen Baumwoll-Spinnerei Hof“ und die Fusion mit der „Mechanischen Weberei“ zur „Neuen Baumwoll-Spinnerei und Weberei Hof“
- 1931 erfolgte die Übernahme der Süddeutschen Webstoff GmbH, aus der die heutige Tochtergesellschaft eswegee Vliesstoff GmbH hervorgeht.
- 1950–1960 wurden die Produktionsstätten in Nördlingen und Moschendorf errichtet.
- 1963 wurde mit Kauf der "Neuen Textil-Gesellschaft Münchberg mbH" die Produktion um eine Dekorationsstoffweberei mit Färberei und Ausrüstung erweitert.
- 1969 erwarb die Gruppe eine Beteiligung an der Unternehmensgruppe „Vogtländische Baumwollspinnerei“.
- 1973–1977 wurden weitere Firmen eingegliedert: Spinnerei Hermann Ebenauer & Co. und Bleicherei, Färberei und Appreturanstalt Uhingen AG (im Jahr 2000 liquidiert).[4]
- 1994 wurde der Anteil an der Vogtländischen Baumwollspinnerei Hof AG auf etwa 93 % erhöht.
- 1996 erfolgte die Umstrukturierung in eine Holding mit der „Neuen Baumwoll-Spinnerei und Weberei Hof AG“ als Dachgesellschaft.
- Im April 1997 verkauften die damaligen Hauptaktionäre, die Bayerische Vereinsbank und die Bayerische Hypotheken- und Wechselbank ihre Anteile an die Südwolle AG Nürnberg (die ihrerseits von der ERWO Holding AG gehalten wird).
- 1999 verkauft die Textilgruppe Hof ihre Mehrheitsbeteiligung an der Vogtländischen Baumwollspinnerei AG, die bislang als Zwischenholding fungierte. Das operative Geschäft wurde zuvor auf andere Konzerngesellschaften übertragen.
- 2003 erfolgte die Schließung der Spinnerei Nördlingen und der Verkauf der Van Delden GmbH.
- 2005–2007 erwarb der Textilgruppe Hof-Konzern mehrere Unternehmen (SC Textor S.A., Rumänien; SBS CoreTech GmbH, Max Süß GmbH), beteiligte sich an einem indischen Vliesstoffhersteller und errichtete eine neue Produktionsstätte in Reichenbach/Sachsen.
- Im Juli 2012 beschloss die Hauptversammlung der Aktionären nahezu einstimmig die Umbenennung der AG.
- 2013 Bau einer neuen Produktionsstätte in China.
- 2014 Bau einer neuen Produktionsstätte in Reichenbach / Vogtland.
- 2017 Verkauf der Hoftex Max Süss GmbH
- 2018 Verkauf der Supreme Nonwoven Industries Pvt. Ltd. an die indischen Mitgesellschafter
- 2023 Schließung der Neutex Home Deco GmbH in Münchberg[5]

## Geschäftsbereiche
Die Gruppe unterteilt sich in die Geschäftsbereiche yarns & fabrics, non wovens und home deco. Diese Geschäftsbereiche gliedern sich in folgende Unternehmen:
- yarns & fabrics: „Hoftex GmbH“, „Hoftex Färberei GmbH“, „Hoftex CoreTech GmbH“
- non wovens: „Tenowo GmbH“, „Tenowo Hof GmbH“, „Tenowo Reichenbach GmbH“, „Tenowo Mittweida GmbH“, „Tenowo Inc“, „Tenowo Huzhou New Materials Co. Ltd.“
- home deco: Neutex Home Deco GmbH, SC Textor S.A.

## Standorte
Der Hauptsitz in Hof ist gleichzeitig wichtigster und größter Produktionsstandort des Konzerns. Weitere Standorte befinden sich in Selbitz, Mittweida,  Venusberg (Drebach), Reichenbach im Vogtland sowie international in Târgu Mureș (Rumänien), Lincolnton, North Carolina (USA) und Huzhou (China).